# Nedra ramosula
Nedra ramosula là một loài bướm đêm trong họ Noctuidae.